# フリーク
フリーク(Freak）とは、英語で以下のような意味の言葉である。
- 「非常に珍しいもの、予期せぬ事態・状況」「極めて珍しい、ありそうもない事柄」[1][2]
- 「身体に何らかの異常が見られるヒトや動物」「外見や行動が異常であるために『奇妙』と見なされる人」「気まぐれ、突然の心の変化」[1][3]
- 「他のヒトやモノとは違って普通でない存在」[2]、「見るからに異常なモノ」[3]、「特定の活動や興趣のある物事に対して興味が強く、夢中になっている人」「熱心な愛好家」[1][2][3]
- スラングとしては、「性的な面での逸脱」「違法薬物を服用している人」を意味する[3]。

動詞として使うと、
- 「（薬物を服用したのが原因で）無軌道で分別の無い行動に出る」[1][3]、「感情を剥き出しにする」[2]、「頭がおかしくなる」「薬物を服用した結果、幻覚を見る」「人を苦しませる」「大いに驚かせる」[3]の意味になる。
- 前置詞の「out」を付けた「Freak out」は、「人が不安になる、動揺する、恐れる」「人を不安にさせる、動揺させる、恐れさせる」の意味になる[4]。

この単語の形容詞形である「Freakish」は「奇妙な、極めて珍しい」「ヒトを怖がらせる」の意味で、「Freaky」はこの単語の非公式な表現である。

## 参考
1. 1 2 3 4  “freak”. lexico.com. 2020年11月24日時点のオリジナルよりアーカイブ。2020年11月4日閲覧。
2. 1 2 3 4  “freak”. dictionary.cambridge.org. 2020年11月4日閲覧。
3. 1 2 3 4 5 6  “freak”. merriam-webster.com. 2020年11月4日閲覧。
4. ↑  “freak out”. ldoceonline.com. 2020年11月4日閲覧。
5. ↑  “freakish”. ldoceonline.com. 2020年11月4日閲覧。
6. ↑  “freakish”. dictionary.cambridge.org. 2020年11月4日閲覧。